# Miquel Colàs Piquer
Miquel Colàs Piquer   (Tolosa, 1933 - Reus, 24 de març de 2025) va ser un industrial i polític català.
Resident a Reus des de ben petit; amb un amic, Ramon Giné Martí va fundar el 1960 l'empresa «Colás i Giné», dedicada a elaborar productes del cafè, que es va convertir en la empresa Brasília el 1972. També va ser l'urbanitzador junt amb altres socis de «Castellmoster», una extensa urbanització entre Castellvell del Camp i Almoster.
L'any 1977, quan va dimitir d'alcalde Francesc Llevat, va ser designat alcalde de Reus, davant la negativa del doctor Lluís Muntadas, primer tinent d'alcalde, per a substituir-lo. Era una persona propera a l'antic règim, regidor provinent del terç corporatiu per la Cambra de Comerç, però sensible als corrents democràtics tot i que es confessava apolític. Sabia que s'estava en període de transició, i el juliol de 1977 va fer aprovar una moció per treure el «yugo y las flechas» símbols falangistes, del monòlit que hi havia a la plaça de «los Mártires» (avui plaça de la Llibertat), considerant que era un monument a tots els que van morir a la guerra civil. Algunes de les seves actuacions van resultar polèmiques, com l'obsequi que va fer al Papa de Roma de l'escultura de La Pastoreta, de Joan Rebull amb motiu de la beatificació de la Mare Molas, argumentant que l'escultor s'havia compromès a fer-ne una de nova. A les eleccions municipals de 1979 va ser elegit alcalde el socialista Carles Martí Massagué. Colàs va cessar de l'alcaldia amb aires de triomfador. En l'intermedi entre les eleccions municipals i la presa de possessió del nou consistori democràtic, Colàs va capitalitzar molts actes, des d'acompanyar al President Tarradellas en la seva visita a la ciutat fins a la inauguració de la polèmica nova estació d'autobusos. Tanmateix, Colàs es va saber introduir en els engranatges del sistema democràtic: el gener de 1979 va ser nomenat pel Conseller de Governació de la generalitat un dels dos representants de la província per a integrar-se a la Comissió d'Urbanisme de Catalunya i el maig de 1979 va ser nomenat des de la Conselleria de Política Territorial com una de les nou persones que havien d'integrar la Comissió de Transport de Catalunya. Miquel Colàs va continuar després amb la seva activitat industrial, i va vendre, amb el seu soci, l'empresa Brasilia a Nestlé, dedicant-se principalment als negocis immobiliaris i al Patronat de la Fira de Reus.